# Rumunsko na Letních olympijských hrách 1936
Rumunsko se účastnilo Letní olympiády 1936 v německém Berlíně. Zastupovalo ho 54 sportovců (52 mužů a 2 žen) v 9 sportech.

## Medailisté
| Medaile | Jméno      | Sport     | Soutěž                          |
| ------- | ---------- | --------- | ------------------------------- |
| Stříbro | Henri Rang | Jezdectví | Parkurové skákání - jednotlivci |